# Cynorta cardenasi
Cynorta cardenasi is een hooiwagen uit de familie Cosmetidae.